# Laufen (Sulzburg)
Laufen ist ein Ortsteil der Stadt Sulzburg im Landkreis Breisgau-Hochschwarzwald in Baden-Württemberg mit etwa 800 Einwohnern.

## Geografie
Das Dorf liegt im Markgräflerland, etwa 25 Kilometer südwestlich von Freiburg im Breisgau und etwa zwei Kilometer westlich von Sulzburg. Laufen sowie der etwa einen Kilometer westlich gelegene Weiler St. Ilgen, der seine Herrschaftsgeschichte teilte, sind von Weinbergen umgeben. Das Gebiet um Laufen gehört zur Vorbergzone des Schwarzwaldes. Das nach Westen zum Rhein abfallende Gelände wird vom Hohlenbach und vom Hahnengraben entwässert.
Durch Laufen verläuft der Bettlerpfad, ein historischer Wanderweg.

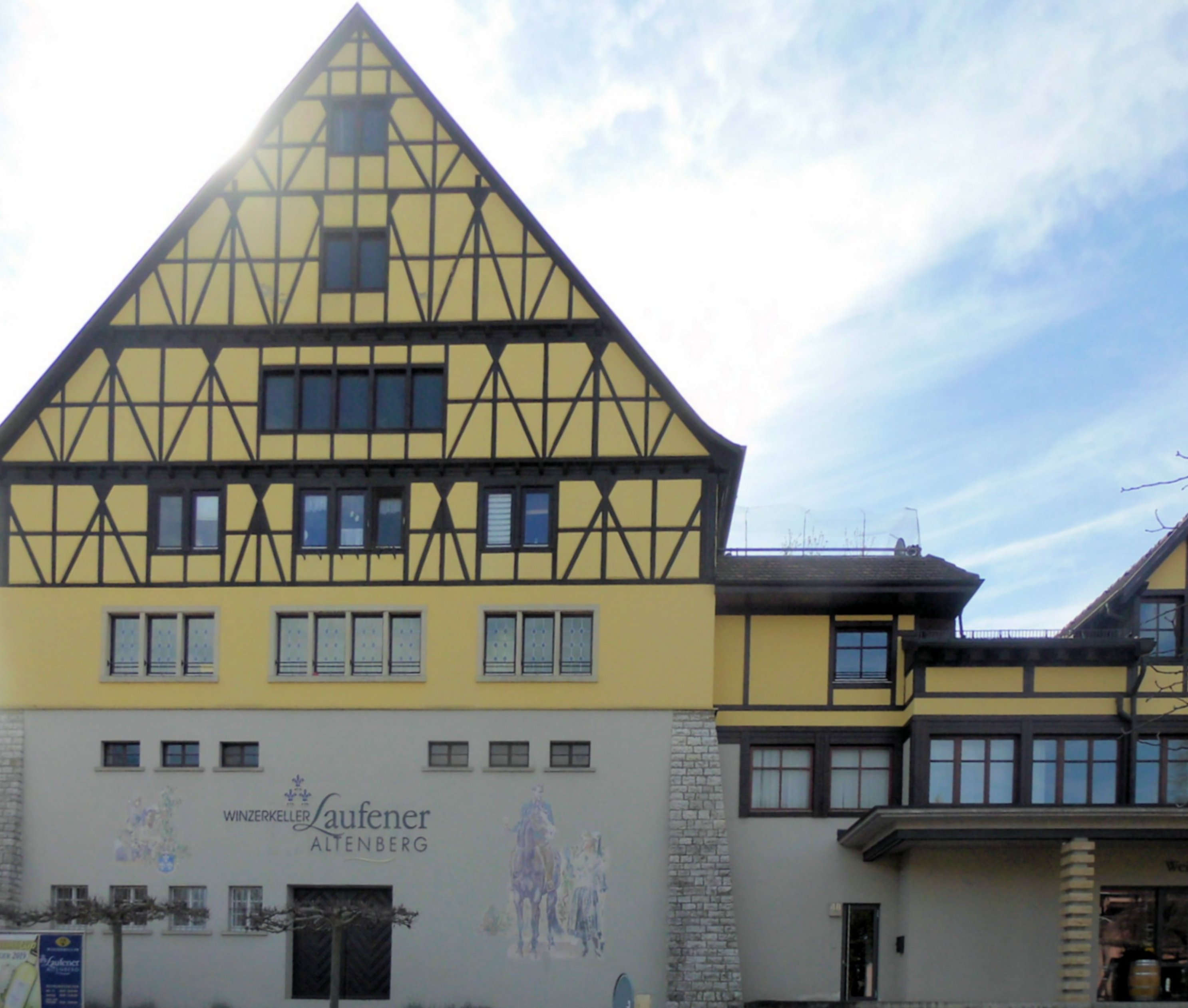
Winzerkeller Laufener Altenberg

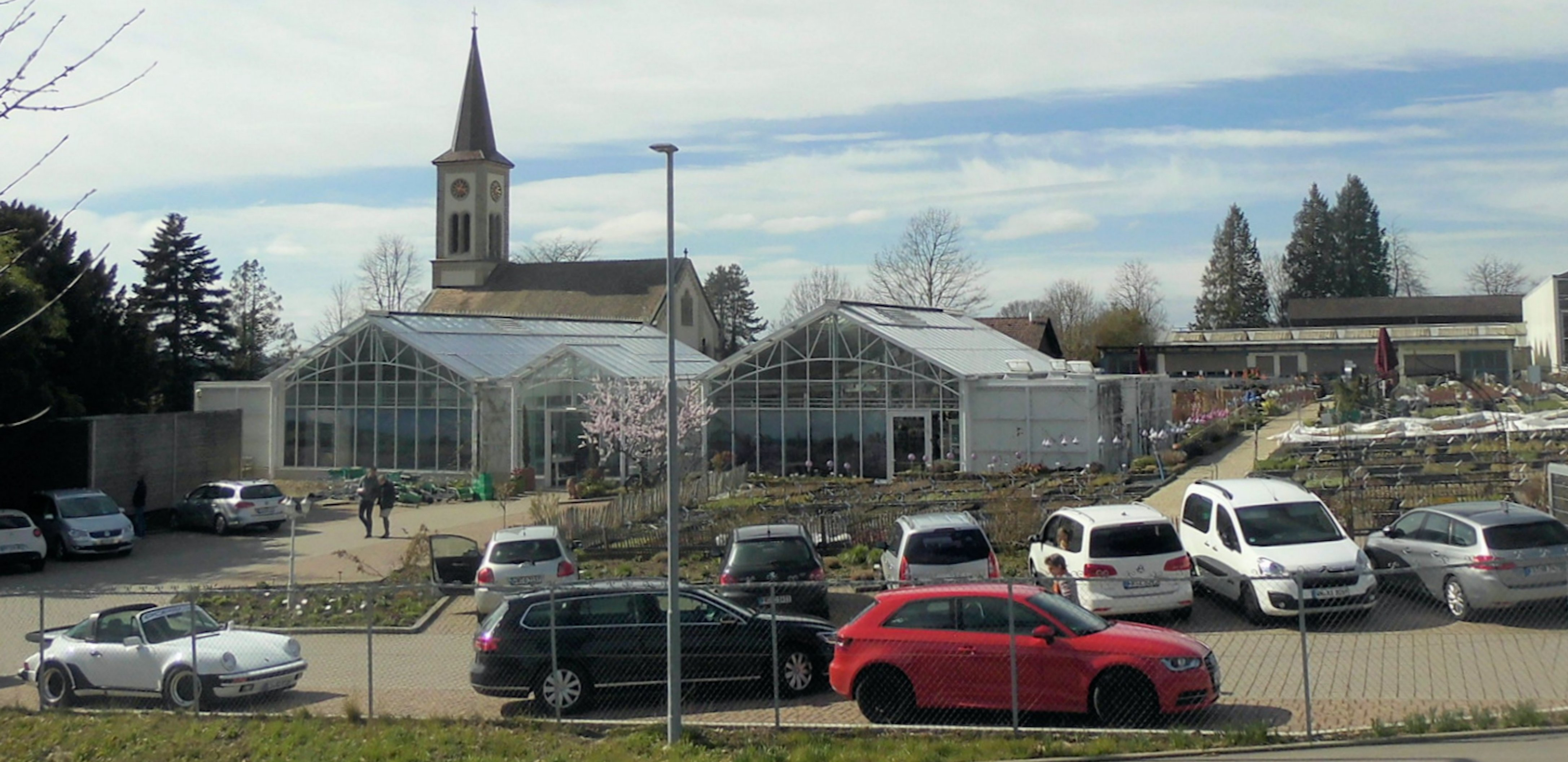
Staudengärtnerei Gräfin Zeppelin

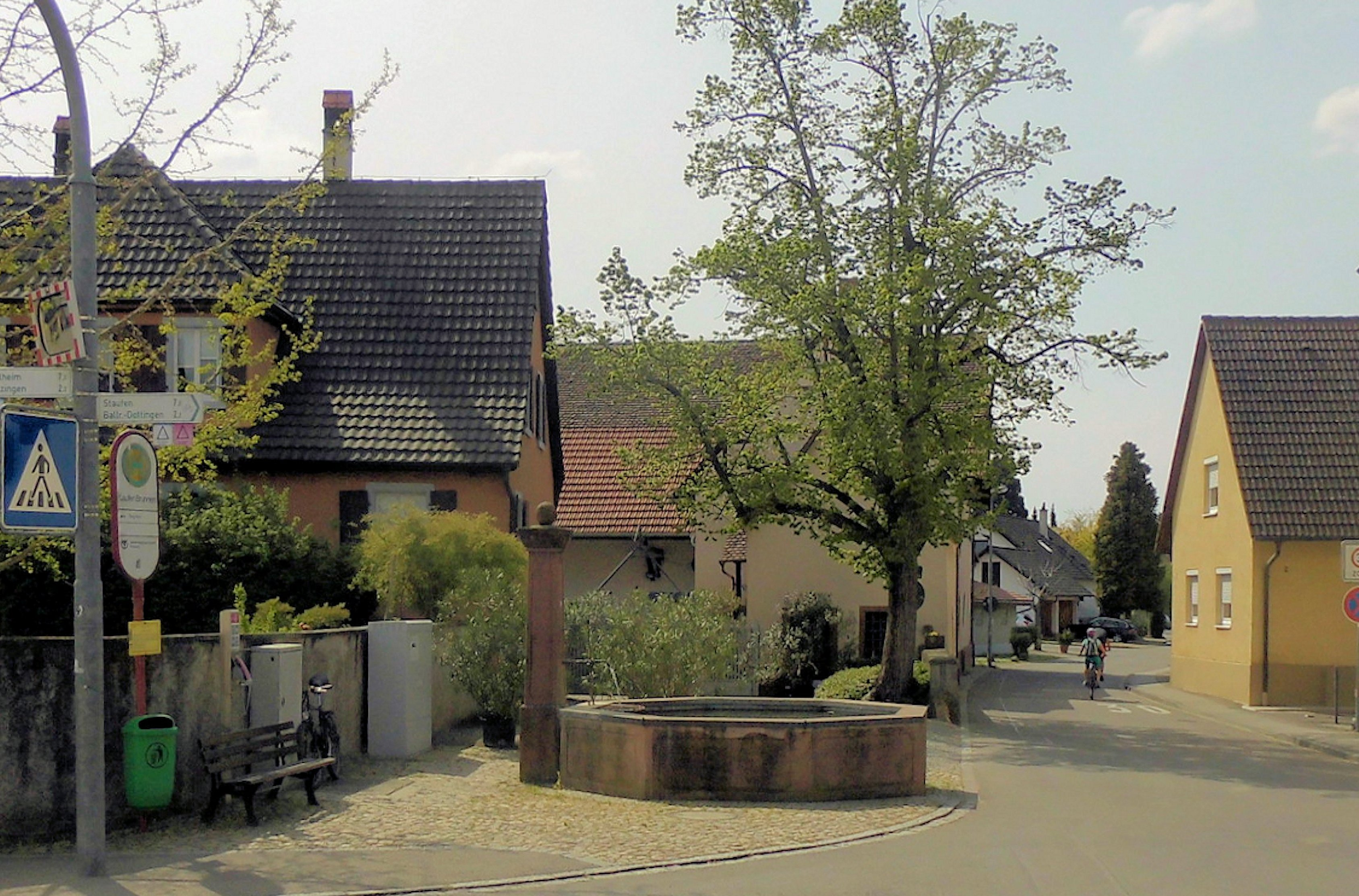
Brunnen Hohlenberg- Ecke Weinstraße

## Geschichte
Der Winzerort Laufen soll bereits 793 erstmals erwähnt worden sein. Die erste gesicherte urkundliche Erwähnung findet sich 820 in einer St. Gallener Urkunde: „In pago Prisigauhinse ad Laufin et in eadem marcha“.
Seit einigen Jahrzehnten sind Laufen und St. Ilgen durch den Qualitätsweinbau sowie die durch Helene von Stein-Zeppelin begonnene Schwertlilien(Iris)-Zucht überregional bekannt. Bis zu dessen Auflösung am 1. Januar 1973 war Laufen Teil des Landkreises Müllheim. Am 1. Januar 1974 wurde Laufen mit St. Ilgen nach Sulzburg eingemeindet.

## Sehenswürdigkeiten
- Der historische Ortskern von Laufen ist seit 14. Mai 2009 als Gesamtanlage gemäß § 19 Denkmalschutzgesetz geschützt. Er gehört in der ehemaligen Markgrafschaft Baden zu den am besten erhaltenen Orten und weist aus denkmalfachlicher Sicht den Charakter einer Gesamtanlage auf.  Das Landesamt für Denkmalpflege hat die von Markus Numberger 2009 erstellte Historische Ortsanalyse Sulzburg-Laufen veröffentlicht.[5]
- Die evangelische Kirche St. Johannis in Laufen wurde 1852–1856 nach Plänen des badischen Baudirektors Heinrich Hübsch erbaut. Unter dem der südlichen Fassade vorgesetzten Turm befindet sich der Eingang, durch den man einen nach Norden ausgerichteten Kirchensaal mit flacher Decke, dreiseitig umlaufenden Emporen und einer zentralen Kanzel über dem Altar betritt. Die Ausmalung von 1900 wurde 1993/94 restauriert.

Kirche St. Johannis
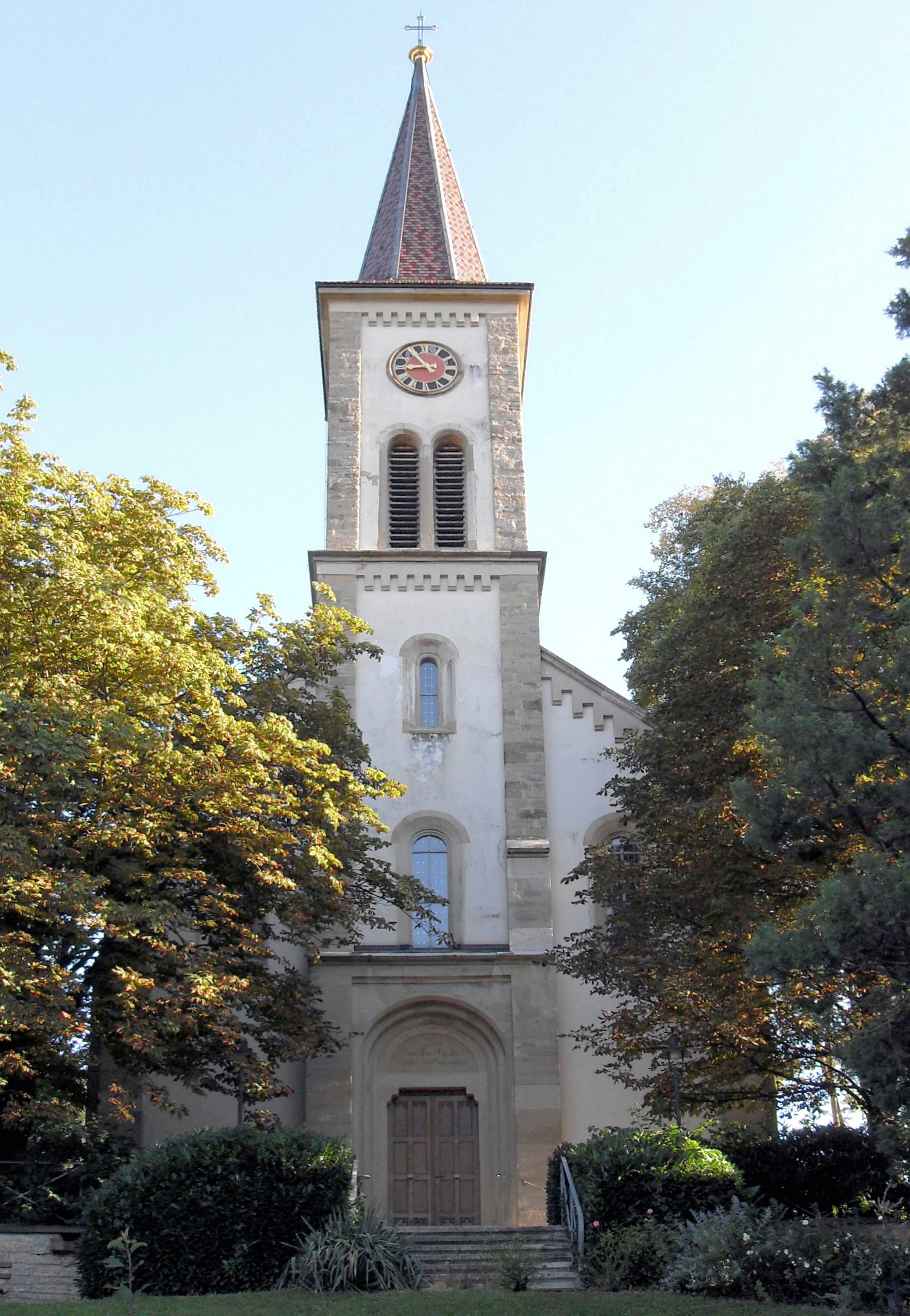
Südseite
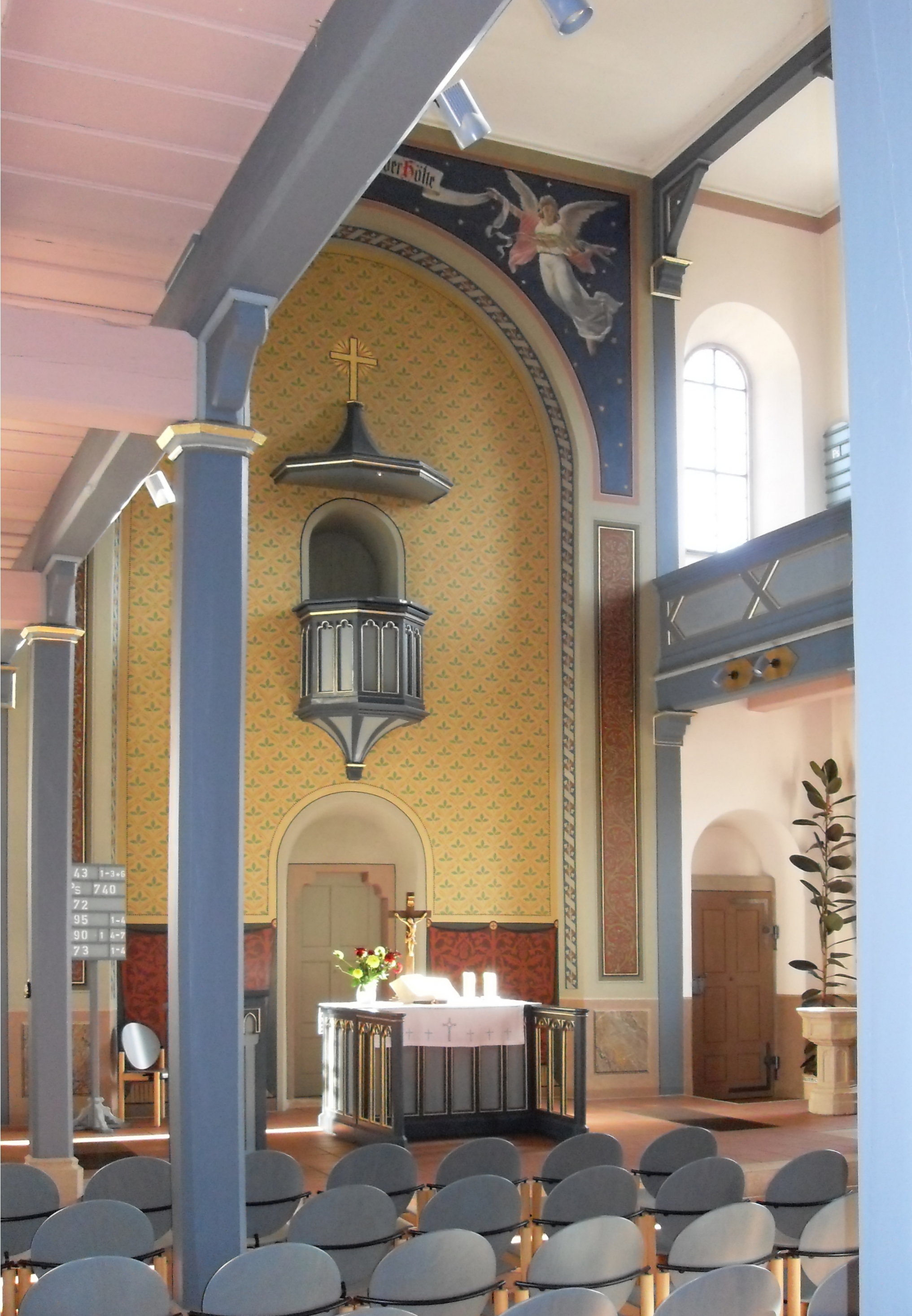
Innenansicht
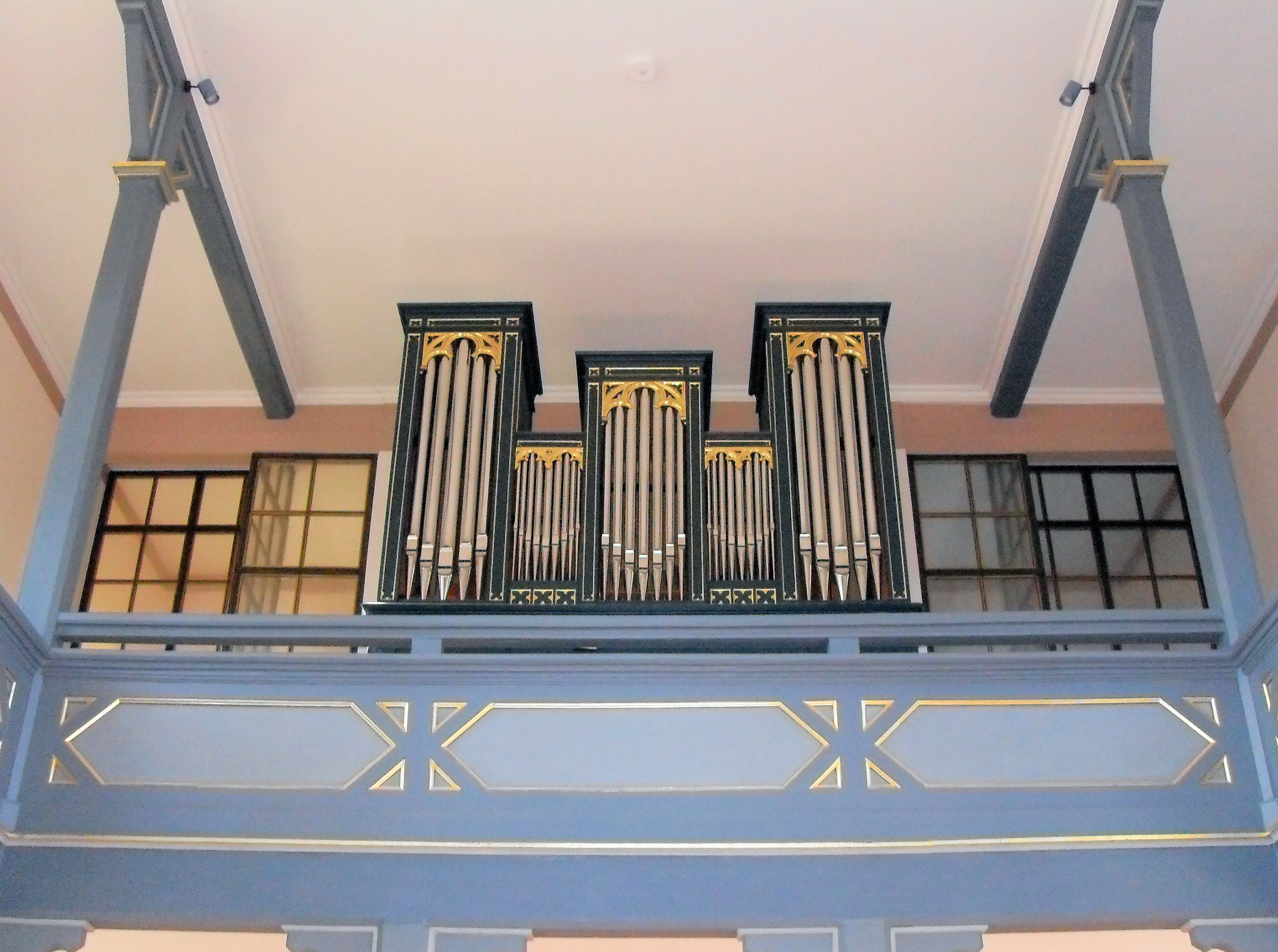
Orgel

- Kirche St. Ägidius in St. Ilgen

## Persönlichkeiten
- Hermann Maas (1877–1970) war evangelischer Pfarrer in Laufen von 1903–1915.
- Adolf Riedlin (1892–1969) ist ein in Laufen geborener Maler.
- Josefine Schlumberger (* 1994), Tochter von Stephanie und Rainer Schlumberger, die in Sulzburg-Laufen ein Weingut betreiben, war Badische Weinkönigin im Weinwirtschaftsjahr 2014/15 und Deutsche Weinkönigin 2015/16.

## Verkehrsanbindung
Laufen liegt an der Landesstraße L 126 von Staufen nach Müllheim.